# دائرة داخلية

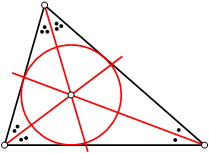
تقاطع منصفات الزوايا في مركز الدائرة المحاطة

دائرة المثلث الداخلية هي دائرة تمس جميع أضلاعه من الداخل. ويُعرف مركزها بأنه النقطة الناتجة عن تقاطع منصفات زوايا المثلث، ويُرمز إليه بـ{\displaystyle I}. بإسقاط هذه النقطة عمودياً على أحد الأضلاع يتشكل بذلك شعاع الدائرة الداخلية.

## خصائص مركز الدائرة الداخلية
- تشكل هذه النقطة مع أحد رؤوس المثلث والمسقطين العموديين للمركز الداخلي على الضلعين التابعين لرأس المثلث المختار أربعة نقط دائرية.

- تقسم هذه النقطة المثلث إلى 3 أزواج من المثلثات المتطابقة. كُل مثلثين يُشكلان شكل طائرة ورقية.